# Малий Дол (Песниця)
Малий Дол (словен. Mali Dol) — поселення в общині Песниця, Подравський регіон‎, Словенія.